# Droomscenario
Droomscenario is een nummer van de Belgische band Clouseau uit 2016. Het is de tweede single van zijn twaalfde studioalbum Clouseau danst.
"Droomscenario" kent een vrolijk geluid. Het nummer werd een bescheiden hitje in Vlaanderen, waar het de 31e positie behaalde in de Vlaamse Ultratop 50.